# NGC 332
NGC 332 is een elliptisch sterrenstelsel in het sterrenbeeld Vissen. Het hemelobject ligt ongeveer 215 miljoen lichtjaar van de Aarde verwijderd en werd op 22 oktober 1886 ontdekt door de Amerikaanse astronoom Lewis A. Swift.

## Synoniemen
- PGC 3511
- UGC 609
- ZWG 410.21